# Alsóbiharkristyór község
Alsóbiharkristyór község (románul: Comuna Criștioru de Jos) község Bihar megyében, Romániában. Központja Alsóbiharkristyór, beosztott falvai Biharmező, Bâlc, Felsőbiharkristyór, Vaskohszeleste.

## Népessége
A 2011-es népszámlálás adatai alapján a község népessége 1354 fő volt.